# Antarctic Press
Antarctic Press ist ein in San Antonio (USA) ansässiger Comicverlag, der Comics im Stil des sogenannten „American Manga“ (oder auch Amerimanga) veröffentlicht.
Der Verlag wurde 1984 gegründet. Die ersten Veröffentlichungen waren Mangazine und Extremely Silly Comics. Zu den veröffentlichten Comics zählen Gold Digger, Twilight X, Ninja High School, Warrior Nun Areala und MetaDocs. Sie wurden hauptsächlich für Fans von japanischen Importen wie Power Rangers, Transformers, Voltron und anderen publiziert.
In den 90ern veröffentlichte der Verlag auch zahlreiche Furrycomics, wie das wiederbelebte Albedo Anthropomorphics, Furrlough, Wild Life und Genus. Seit 1998 werden diese Titel von dem für diese Sparte gegründeten Verlag Radio Comix herausgegeben.
Nach eigenen Angaben wurden über 1500 Titel mit einer Gesamtauflage von über fünf Millionen produziert.